# 통일반대론
한국의 통일반대론은 한국의 재통일에 반대하여 대한민국과 조선민주주의인민공화국이 다른 국가로 존속하는 것에 찬성하는 것이다.

## 같이 보기
- 타이완 독립운동
- 남예멘 독립운동